# Кахалу'у (Хаваји)
Кахалу'у (енгл. Kahaluu) насељено је место за статистичке потребе у америчкој савезној држави Хаваји. По попису становништва из 2010. у њему је живело 4.738 становника.

## Демографија
Према попису становништва из 2010. у граду је живело 4.738 становника, што је 1.803 (61,4%) становника више него 2000. године.
| Група             | 2000.       | 2010.         |
| Белци             | 765 (26,1%) | 1.018 (21,5%) |
| Афроамериканци    | 11 (0,4%)   | 28 (0,6%)     |
| Азијати           | 651 (22,2%) | 980 (20,7%)   |
| Хиспаноамериканци | 200 (6,8%)  | 503 (10,6%)   |
| Укупно            | 2.935       | 4.738         |